# Капече, Шипионе
Шипионе Капече (итал. Scipione Capece; умер в 1572) — итальянский поэт и юрисконсульт.
Родом из Неаполя, друг Гарсиласо де ла Вега. Написал: «De divo Joanne Baptista vate maximo libri III» (Базель, 1542); «De Principiis rerum libri II» (Венец., 1546, итал. перев. там же 1754); «Elegiae» (Неап., 1594); «Epigrammata» (Неап., 1594); «Magistratum regni Neapolis qualiter cum antiquis Romanorum conveniant compendiorum; nunc demum recognitum et instauratum» (Неаполь, 1594); «Super titulum de acquirendo possessionem ubi multum in practica et in materia feudorum et constitutione regni continentur» (Неаполь, без обознач. года). Латинизированная форма его имени: Capycius.